# Reting
Klasztor Reting (tybet. རྭ་སྒྲེང་དགོན། lub Radreng) – klasztor buddyjski będący siedzibą Retinga Rinpocze i ośrodkiem szkoły Gelug, jednej ze szkół buddyzmu tybetańskiego. Znajduje się koło Tangguxiang, w powiecie Lhünzhub, Tybetański Region Autonomiczny, Chiny, ok. 70 km na północ od Lhasy.
Reting położony jest na wysokości 4100 m n.p.m. Klasztor założył w 1056 r. Dromton – najważniejszy uczeń Atiśi – jako ośrodek szkoły kadampa. Congkhapa zreformował tę szkołę, która przekształciła się w szkołę gelug i klasztor stał się jej ważnym ośrodkiem oraz siedzibą Retinga Rinpocze (regenta, rządzącego Tybetem w okresie od śmierci dalajlamy do odnalezienia jego kolejnej inkarnacji). VI Reting Rinpocze zmarł w 1997 r., a kolejny (wskazany przez Chińczyków) nie został zaakceptowany przez obecnego XIV Dalajlamę. Klasztor zdewastowali Hunwejbini podczas rewolucji kulturalnej, a następnie został tylko częściowo odbudowany. Obecna sala zgromadzeń jest o połowę mniejsza od pierwotnej sali i znajduje się w niej thanka przywieziona do Tybetu przez samego Atiśę, a także relikwia zęba Sangye Wosonga (poprzedniej inkarnacji Buddy). Obok jest kaplica ze złotą stupą, zawierającą relikwie VI Retinga Rinpocze. Niedaleko klasztoru znajduje się miejsce tradycyjnych pogrzebów powietrznych.